# Fréniches
Fréniches é uma comuna francesa na região administrativa de Altos da França, no departamento de Oise. Estende-se por uma área de 5,96 km². Em 2010 a comuna tinha 346 habitantes (densidade: 58,1 hab./km²).